# Mikulov
Mikulov (pronuncia /ˈmɪkulof/; in tedesco Nikolsburg; in yiddish ניקאלשבורג, Nikalšburg; in italiano storico Nicolsburgo) è una città ceca di 7.625 abitanti della Moravia Meridionale. Appartiene al distretto di Břeclav.

## Geografia fisica
Mikulov si trova a pochi chilometri dal confine con l'Austria (Distretto di Mistelbach, nella Bassa Austria), e condivide la frontiera con il comune di Drasenhofen.

## Storia
Mikulov ottenne lo status di città nel 1410.
Nel locale castello fu firmato nel 1866 l'armistizio di Nikolsburg durante la guerra austro-prussiana.

## Monumenti e luoghi d'interesse
Tra i luoghi più interessanti della città vi sono il castello della famiglia Dietrichstein, la sinagoga del XV secolo e il cimitero ebraico.

### Castello
Il castello, originariamente gotico, della metà del XIII secolo venne ricostruito in stile rinascimentale e poi, nel 1719, secondo il gusto barocco.
Gli interni del castello sono aperti al pubblico e ospitano il museo regionale della Moravia Meridionale; il percorso di visita comprende anche le cantine, con una gigantesca botte per il vino del 1614 (con una capacità di 1.014 hl), mostre di etnografia, arti figurative e sul paesaggio moravo.

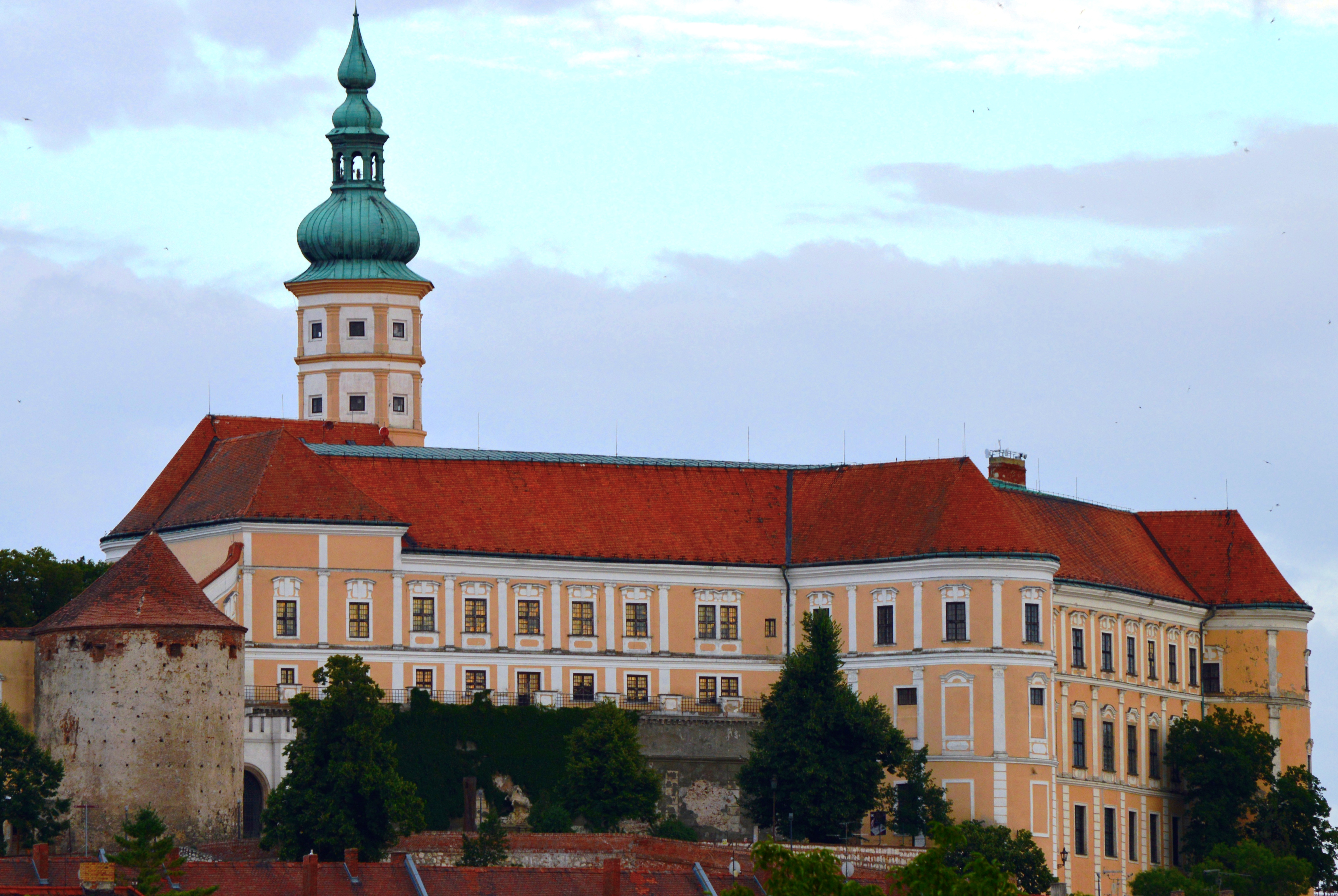
Il castello di Mikulov
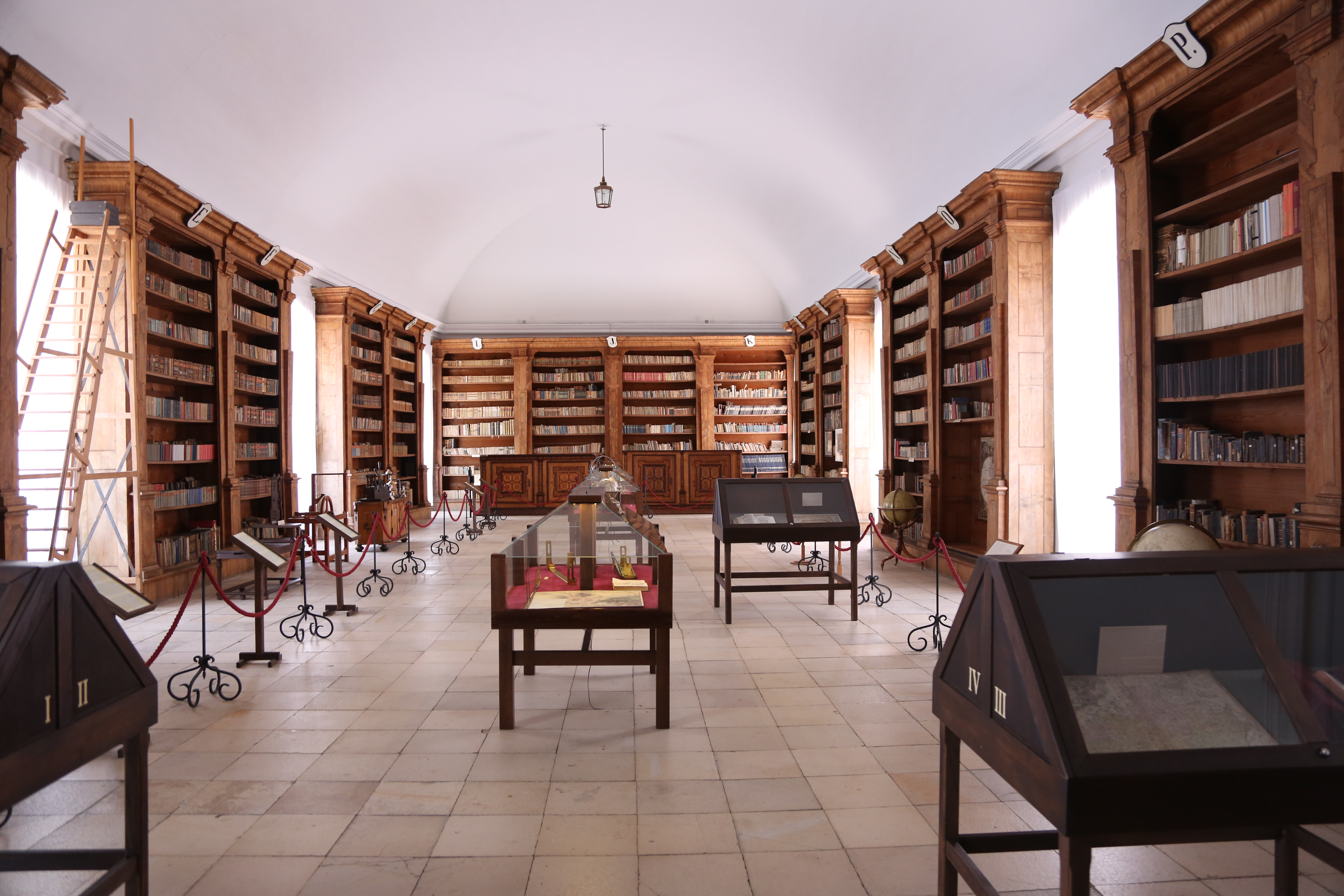
Biblioteca del castello
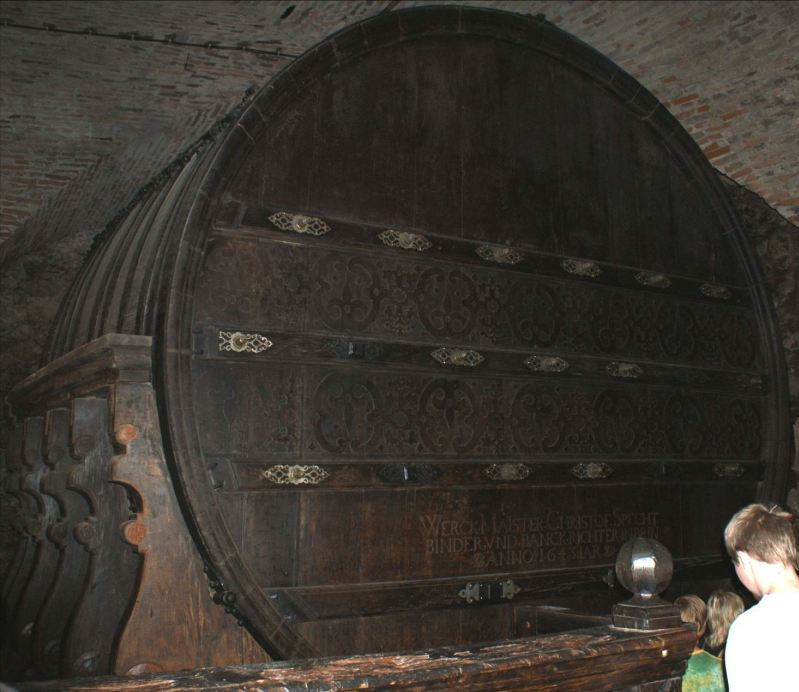
La botte gigante nelle cantine

### Quartiere ebraico
Gli inizi dell'insediamento ebraico a Nikolsburg risale almeno al 1421, quando gli Ebrei vennero espulsi da Vienna e dalla vicina provincia della Bassa Austria dall'arciduca d'Austria Alberto II d'Asburgo.  I profughi si stabilirono nella città situata vicina al confine con l'Austria, a 85 chilometri dalla capitale austriaca, sotto la protezione dei Principi del Liechtenstein, e altri abitanti si aggiunsero dopo l'espulsione degli Ebrei dai villaggi moravi di proprietà del re di Boemia da parte di Ladislao il Postumo dopo il 1454.
L'insediamento crebbe d'importanza nella prima metà del XVI secolo, quando la città divenne la sede del rabbino capo della regione della Moravia, assurgendo così a centro culturale dell'Ebraismo moravo.  Il famoso rabbino Yehudah Löw ben Bezalel (1525-1609), che secondo le leggende avrebbe dato vita al golem di Praga, svolse a Mikulov il suo ministero per vent'anni, come secondo rabbino della regione, tra il 1553 e il 1573.  Il cardinale Franz Seraph von Dietrichstein si distinse come protettore degli Ebrei; le tasse pagate dagli Ebrei, d'altronde, gli erano necessarie per finanziare la guerra dei trent'anni.
Nella prima metà del XVIII secolo la comunità ebraica della città comprendeva più di seicento famiglie, risultando così il più grande insediamento ebraico in Moravia.  Il censimento del 1754 ordinato dall'imperatrice Maria Teresa d'Austria registrò che c'erano 620 famiglie ebraiche stabilite a Nikolsburg: se si considera che questo potrebbe significare una popolazione ebraica di circa 3.000 persona, questo significava che almeno metà degli abitanti della città erano ebrei.  È evidente che solo un piccolo numero di Ebrei potevano guadagnarsi da vivere in città come artigiani: il resto di loro doveva trovare un'attività nel commercio.  La comunità fu molto danneggiata durante le guerre per il controllo della Slesia (prima guerra di Slesia, 1740-1742; seconda guerra di Slesia, 1744-1745; terza guerra di Slesia, 1756-1763), quando dovette versare alla Corona una quota supplementare di tasse, che il governo di Maria Teresa esigeva dagli Ebrei di Moravia.
Un certo numero di Ebrei della città continuò a guadagnarsi da vivere a Vienna, dove avevano il permesso di risiedere per periodi di tempo delimitati grazie a speciali passaporti.  La libertà di residenza, che in Austria fu concessa agli Ebrei nel 1848, ridusse il numero degli Ebrei residenti a Mikulov a meno di un terzo della popolazione che la comunità contava nel tempo del suo massimo sviluppo.  Nel 1904 c'erano 749 Ebrei residenti in città, su una popolazione totale di 8.192 abitanti.  Nel 1938, prima dell'occupazione tedesca della Cecoslovacchia, la popolazione totale della città comprendeva circa 8.000 abitanti, per lo più di madrelingua tedesca; tra loro, gli Ebrei erano 472.  La comunità ebraica di Mikulov venne cancellata durante la seconda guerra mondiale: circa 110 persone riuscirono ad emigrare, mentre 327 Ebrei di Mikulov morirono nella Shoah.

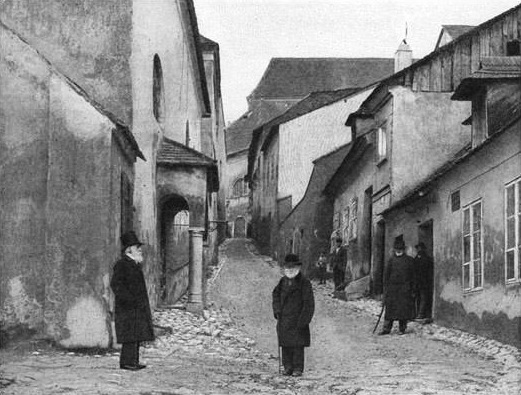
Fotografia del quartiere ebraico di Mikulov agli inizi del XX secolo
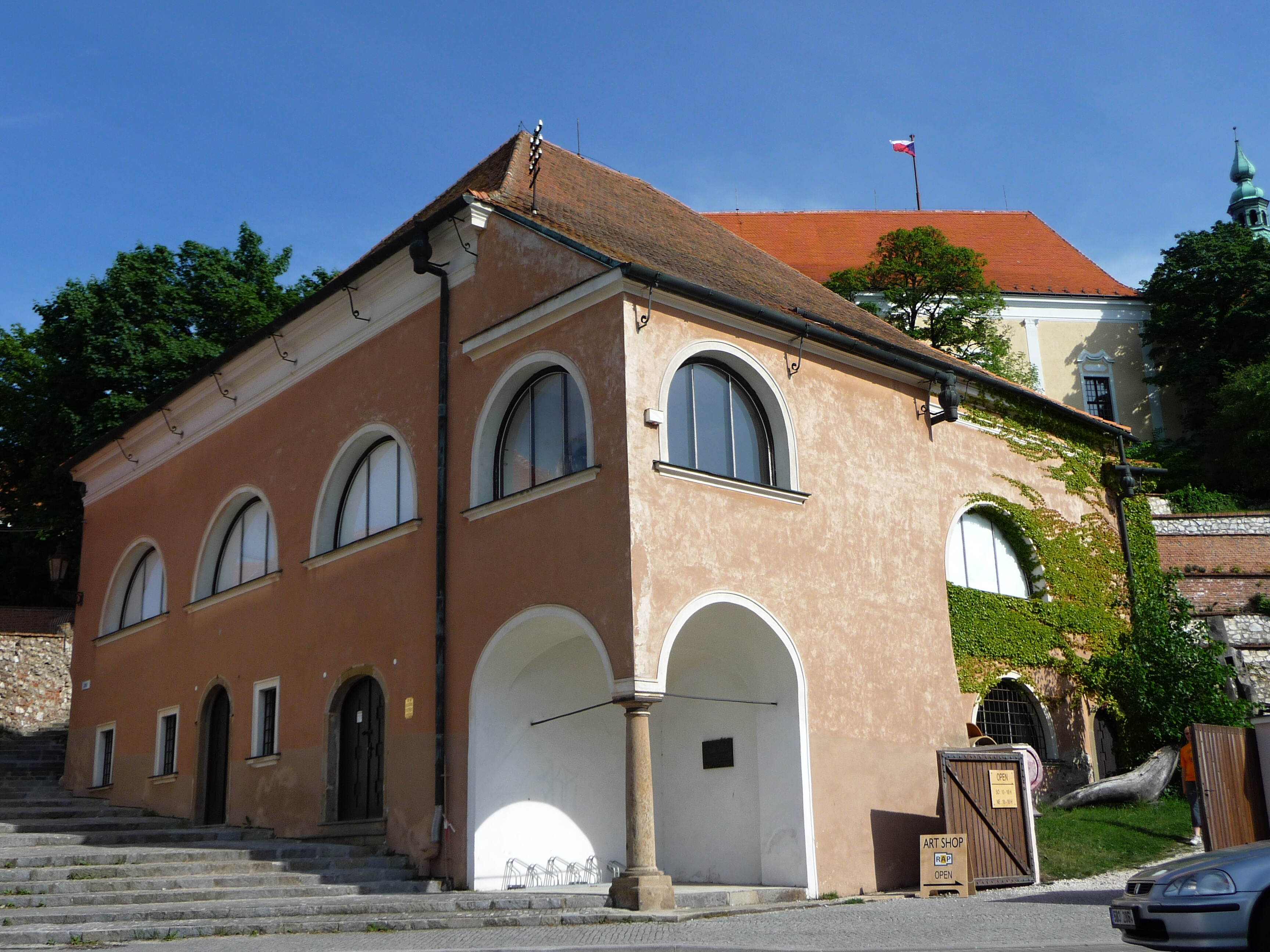
Esterno della sinagoga
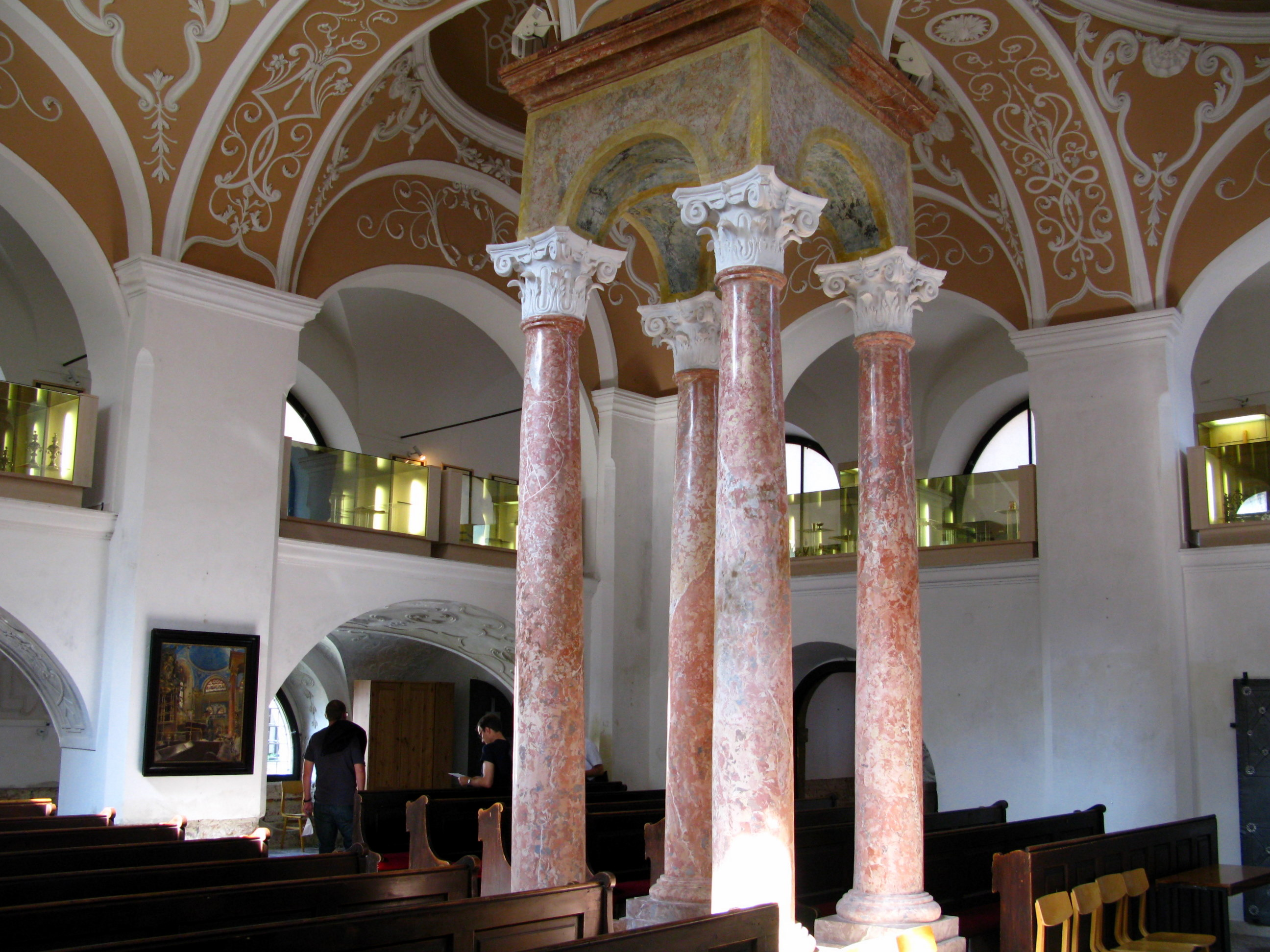
Interno della sinagoga
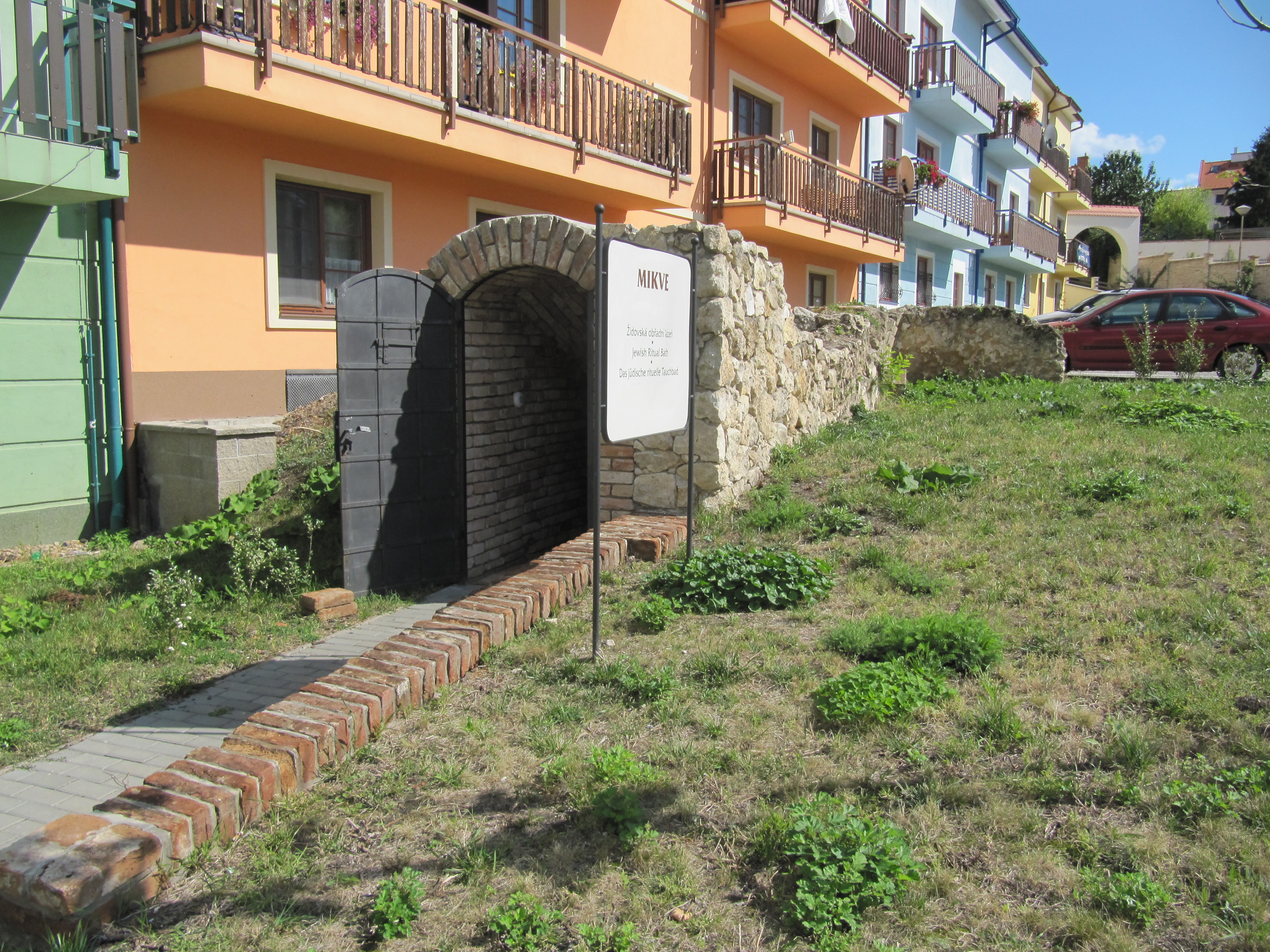
Ingresso del mikveh
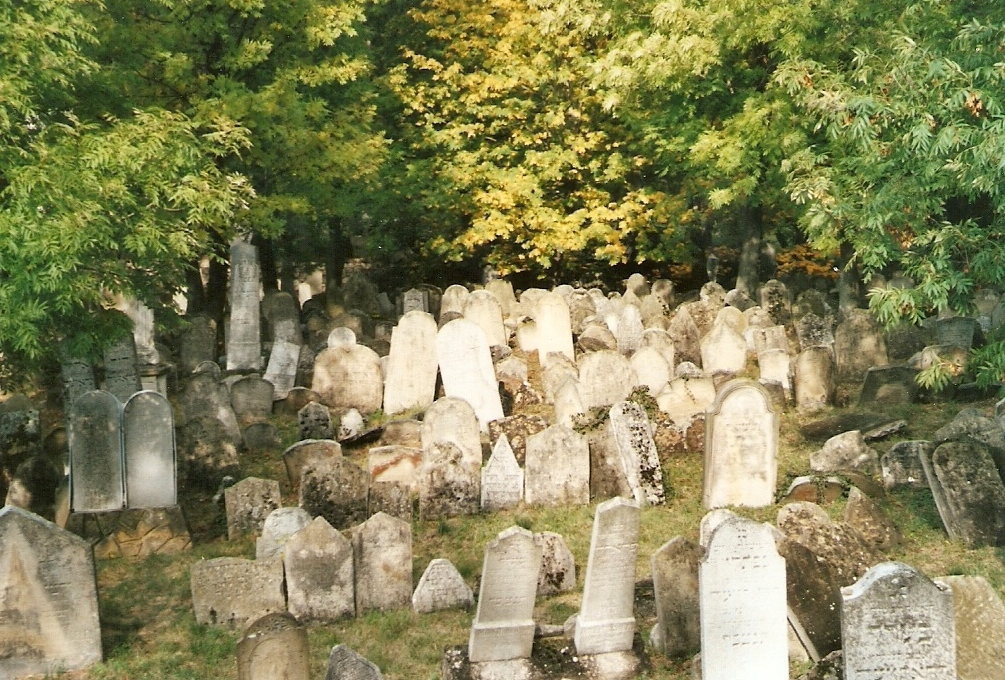
Cimitero ebraico
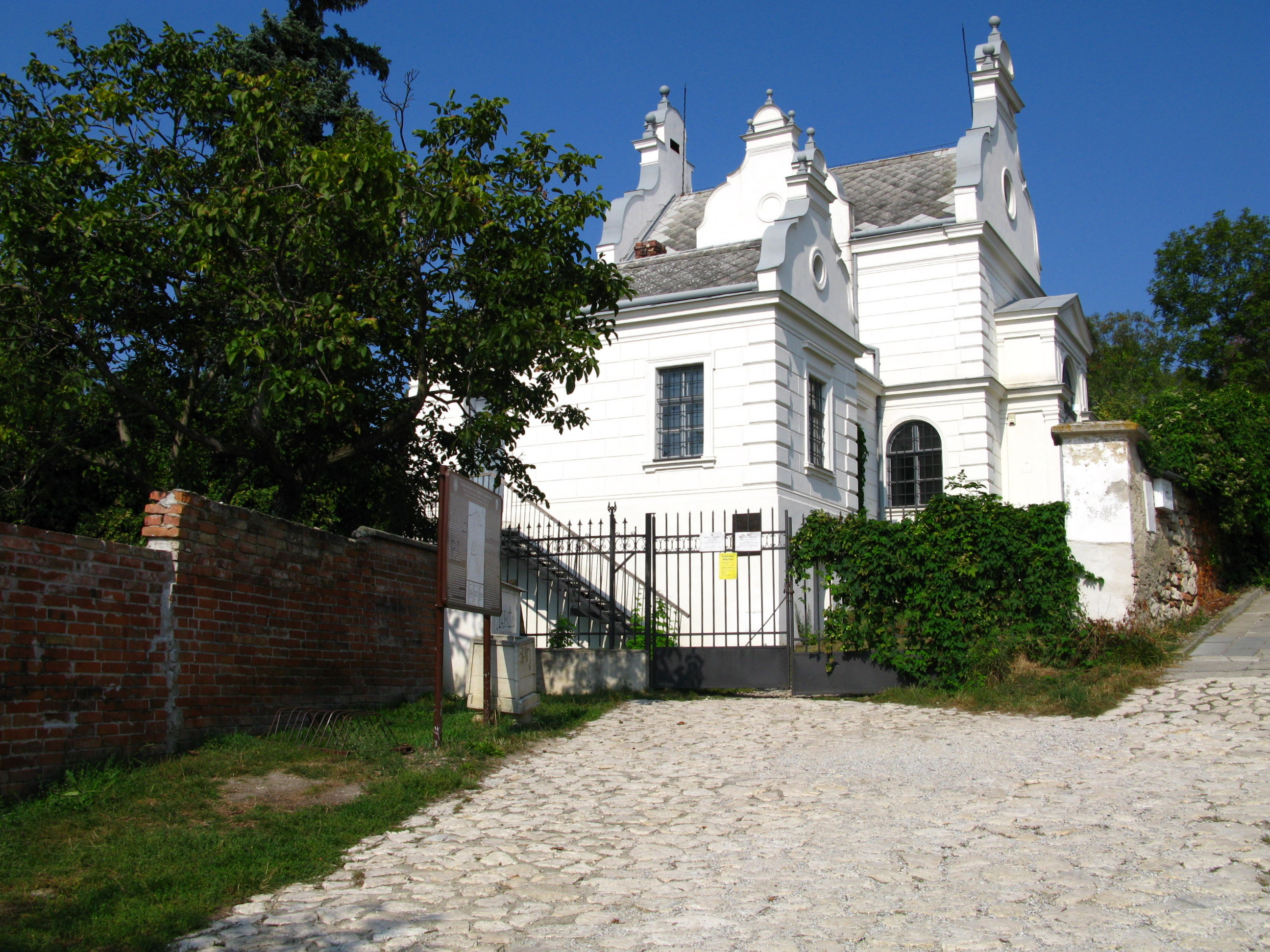
Sala cerimoniale del cimitero e sede della Chevra Kadisha